# كنيسة القديسة تيريز (أنقرة)

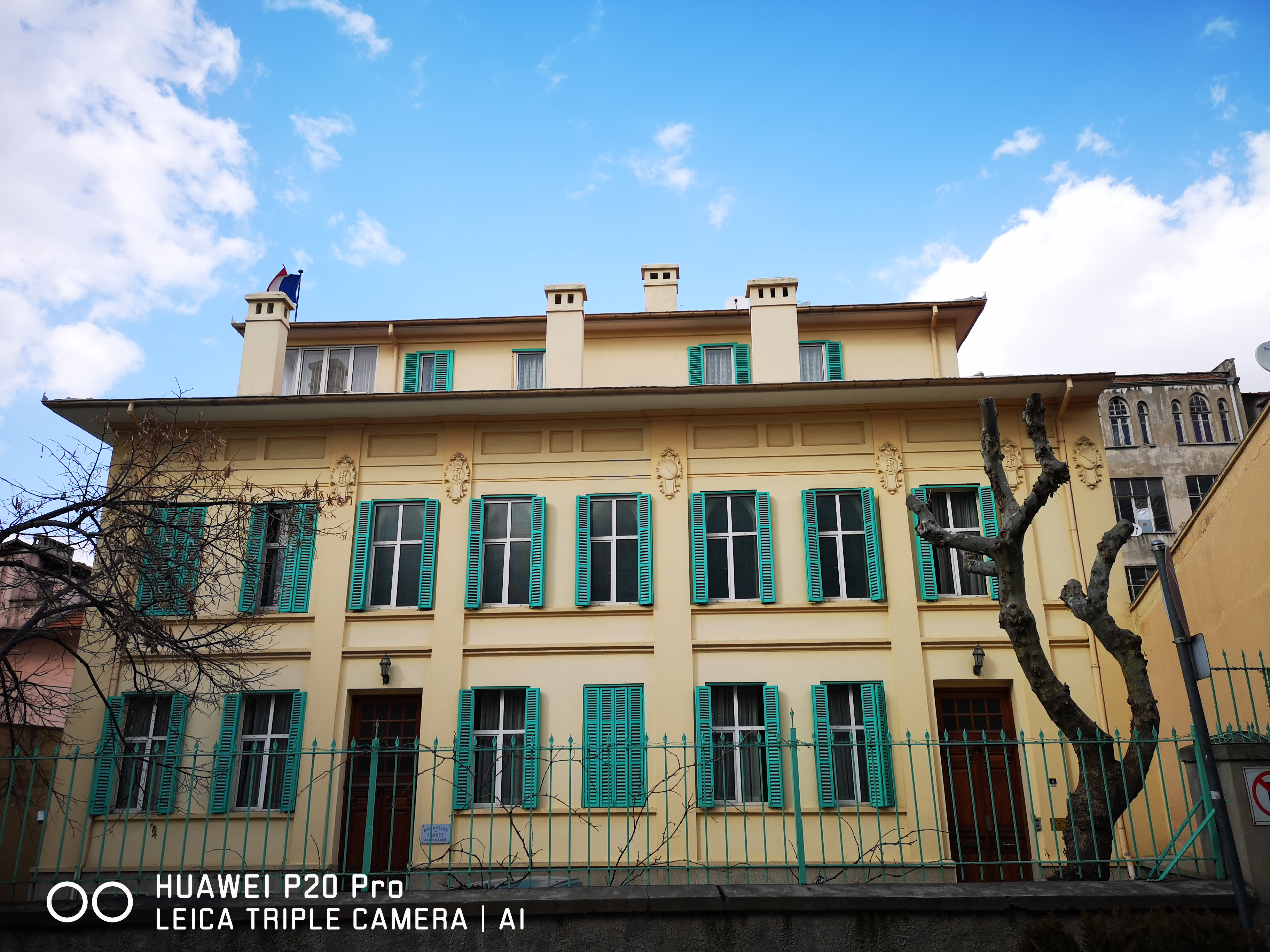
كنيسة القديسة تيريز الكاثوليكية في مدينة أنقرة.

كنيسة القديسة تيريز (بالتركيَّة: St. Térèse Kilisesi) هي كنيسة كاثوليكية تقع في مدينة أنقرة، عاصمة تركيا.
بعد حريق أنقرة الكبير 1917، أستخدم المبنى كسفارة فرنسيَّة حتى انتقال إلى مبنى آخر في عام 1928. حتى عام 1928 عاش الأتراك المسلمين والمسيحيين من الأرمن واليونانيين والتي وصلت أعدادهم إلى حوالي 14,000 نسمة في عام 1914، حول الكنيسة في عهد الدولة العثمانية. وتقع جامعة سانت كليمنت في أنقرة إلى شمال الكنيسة. تم تسجيل الكنيسة باعتبارها أول موقع حضري وأدرجت في 12 أبريل 1980.